# Blindekuh (Operette)
Blindekuh ist eine Operette in drei Akten von Johann Strauss (Sohn) (1825–1899). Das Buch stammt von Rudolf Kneisel. Die Uraufführung fand am 18. Dezember 1878 im Theater an der Wien in Wien statt.

## Handlung
In der Wiener Zeitung Die Presse findet sich am 19. Dezember 1878 folgende Zusammenfassung der Handlung im Zusammenhang einer positiven Premierenberichterstattung:

„Ein Gutsbesitzer, der durch die Putzsucht und Verschwendung seiner zweiten Frau dem Ruin nahe ist, zieht sich aus der Stadt auf sein Gut zurück und hofft, sich durch die Heirat seiner Tochter aus erster Ehe mit einem reichen Neffen aus Amerika zu rangiren [sic], da derselbe auf Grund eines Familienvertrages entweder die Cousine heiraten oder 40.000 Dollars Reugeld zahlen muß. Statt des Amerikaners erscheint aber bei Beginn des Stückes der eigentliche Liebhaber der Tochter; er wird vom Vater für den Neffen gehalten und als solcher begrüßt, er zwingt die verschwenderische Stiefmutter, deren Juwelier- und Modistenrechnungen er aufgekauft hat, seine Pläne zu unterstützen, und gewinnt schließlich auch den wirklichen amerikanischen Neffen, der schon verheiratet und das Reugeld zu zahlen bereit ist, für die Fortsetzung dieses ‚Blindekuh‘-Spiels, das natürlich mit der Verlobung des Liebespaares schließt. Die Namen- und Rollenvertauschung führt aber vorher zu zahlreichen Confusionen, wobei der Liebhaber unter Anderm [sic] auch als der Mörder des Amerikaners, den er beraubt haben soll, verfolgt wird. Stellenweise laborirt jedoch diese Handlung an etwas öden Weiten und Längen.“

## Musiknummern
- Ouvertüre
- Introduction und Chor: „Welch’ buntes Leben wird“
- Couplet und Chor: „Es kommt ein Wagen an!“
- Couplet: „Ich bin Baron von Hasemann“
- Couplet: „Ich bin Gousmand“
- Duett: „Ein holder Frühlings morgen“
- Couplet: „Schwiegermutter zu gewinnen“
- Couplet: „Die Eisenbahnen weit und breit“
- Quartett: „Ha! Ha! Ha! Was soll dies Lachen?“
- Finale I: u. a. „Ha! Ha! Ha! Traurige, schaurige, Situation, Ha!“
- Introduction (zum 2. Akt) und Chor: „Duftige Blumen lasst uns binden Tulpen“
- Couplet: „Wie sprießt so frisch das Laub am Baume“
- Ensemble: „Ein Fremder kommt“
- Duett: „Sie lachen über mich“
- Couplet: „Jung und schon vom edlen Wuchse“
- Couplet: „Eheglück und Flitterwochen“
- Terzett: „Ja endlich find’ ich Sie allein“
- Finale II: u. a. „Ja, ja nur zu nur zu!… Blinde Kuh“
- Kotillon und Chor: „Welche Lust bei diesen Klängen“
- Terzett: „O, Elvira theure Braut!“
- Quartett: „Beim Spazieren, amüsieren wir uns sehr“
- Couplet: „Küssen mag ich gar nicht gern“
- Finale III

## Uraufführung
Laut den Rezensenten in den Wiener Zeitungen beruhte die Wirkung der Operette „hauptsächlich auf einer Reihe von Couplets mit allen möglichen drastischen Effecten“ und „auf einigen komischen Ensembles“. Dazu kam eine „sehr elegante und luxuriöse Ausstattung“ und der „besonders animierte Eifer, mit dem alle Mitwirkenden ihre Partien ungemein lebendig und stark pointiert sangen und spielten“. Hervorgehoben werden das Couplet „Und also lebet man la la, bei uns dort in Amerika“, vorgetragen von Herrn Swoboda mit „günstigem Effect“. Außerdem brillierte Alexander Girardi als „dummpfiffiges Hausfactotum“ mit dem Couplet Toujours perdi sowie einem weiteren Lied „mit der Imitation des Schwalbengezwitschers“. Die größte Heiterkeit erregte das Lied A' so a Weiberl, das wär mein’ Passion, von Herrn Schweighofer „mit virtuoser Ton- und Lautmalerei“ gesungen. Einen „pikanten Effect“ machten im dritten Akt die Damen Meyerhoff und Olma mit der „Aermellosigkeit ihrer kostbaren Roben“.

## Musikalische Weiterverwendung
Nach Motiven aus dieser Operette entstanden dann eigenständige Werke des Komponisten, die in seinem Werkverzeichnis mit den Opus-Zahlen 381 bis 385 gekennzeichnet sind. Dabei handelt es sich um folgende Werke:
- Kennst du mich? Walzer, Opus 381
- Pariser-Polka (francaise), Opus 382
- Nur fort Schnell-Polka, Opus 383
- Opern-Maskenball-Quadrille, Opus 384
- Waldine Polka-Mazurka, Opus 385

## Sonstiges
Der Komponist Peter Kreuder erarbeitete mit dem Librettisten Gustav Quedenfeldt eine Neubearbeitung der Operette, die 1936 ohne großen Erfolg am Münchener Gärtnerplatztheater aufgeführt wurde. Kreuder zog aus dieser Bearbeitung aber die Anregung, das Lach-Duett Nr. 10 zu einem langsamen Walzer umzuarbeiten. Das Ergebnis war der Schlager Sag beim Abschied leise Servus auf einen Text von Harry Hilm, der erstmals in Willi Forsts Film Burgtheater gesungen wurde.